# Elizabeth Somers
Pour les articles homonymes, voir Somers.
Elizabeth Somers, née le 14 octobre 1881 à Waterford et morte le 28 décembre 1934, est une républicaine, écrivaine et industrielle irlandaise.

## Biographie

### Jeunesse
Elizabeth Somers est née dans la ville de Waterford le 14 octobre 1881. Ses parents sont William Somers, ingénieur à la poste, et sa femme Elizabeth (née Walsh). Elle a au moins trois frères. 
La famille déménage pour la ville de Cork en 1883 lorsque son père y est transféré. Somers y étudie dans une école couvent. Son père meurt en 1891 et sa mère est nommée maîtresse de poste de Whitegate dans le comté de Cork. 
Comme élève, Somers écrit pour le magazine pour enfants St. Patrick's édité par William O'Brien et gagne même des prix. La famille déménage à nouveau en 1901, lorsque sa mère devient maîtresse de poste de Belmullet dans le comté de Mayo jusqu'en 1908. Somers est touchée par la misère qu'elle y voit et est élue comme guardian des pauvres à Belmullet peu de temps après son arrivée. 
Elle devient partisane du Sinn Féin et rédige de nombreux articles pour les journaux d'Arthur Griffith. Elle utilise son nom en Irlandais comme nom de plume : Lasarfhiona Ní Shamhraidin, Eilis Lasarfhiona ou tout simplement Lasarfhiona. Somers écrit également pour le Mayo News et dans l'Irish Peasant avec une chronique régulière intitulée « Un grianán »,.

### Républicanisme irlandais et plaidoyer
Somers déménage à Dalkey dans le comté de Dublin en 1908, avec sa mère, qui travaille à nouveau comme maîtresse de poste de la ville. À partir de ce moment, Somers est une membre active de la Gaelic League et du Sinn Féin, ainsi qu'un partisane de Cumann na mBan et des Irish Volunteers. Elle devient finalement secrétaire de la section locale de l'unité Cumann na mBan. Somers fait campagne contre le recrutement des Irlandais dans l'Armée britannique en 1915 ce qui conduit à faire de perdre l'emploi de sa mère en tant que maîtresse de poste de Dalkey. Cela fait d'elle la première fonctionnaire à perdre son emploi à cause de son association avec le républicanisme irlandais. Sa lobbying persistant de Matthew Nathan par correspondance permet de réintégrer sa mère à la fin de la Première Guerre mondiale. Son frère, DC Somers, est condamné à cinq ans de servitude pénale en raison de sa participation à l'insurrection de Pâques 1916 et perd son emploi dans la fonction publique. Tout cela mène à la famille à des souffrances sur le plan financier. Ses deux frères, DC et Michael, servent dans l'IRA au cours de la guerre d'indépendance irlandaise. Somers prend parole en public et collecte des fonds pour le Sinn Féin à partir de 1917,.
Somers est nommée secrétaire de la Dublin Industrial Development Association en 1917, une organisation qui va devenir la National Agricultural and Industrial Development Association (NAIDA). C'est un groupe de lobbying pour les petites entreprises irlandaises, plaidant pour la protection des tarifs pour aider au développement de l'industrie irlandaise. Dans les bureaux de la NAIDA au 3 St Stephen's Green, Somers supervise une exposition permanente des industries irlandaises. Jusqu'à sa mort, Somers est le visage publique et l'administratrice de la NAIDA. Pendant qu'il sert le ministre de l'industrie et du commerce, Seán Lemass décrit Somers comme « l'esprit de direction » de la NAIDA et fait part de son « travail héroïque ». Elle a été l'instigatrice des campagnes « Achetez Irlandais », encourageant le développement et l'expansion de l'industrie irlandaise. Somers est contre le traité anglo-irlandais de 1921 et change son allégeance pour le Fianna Fáil.
Avec Michael, son frère célibataire, elle vit avec sa mère. Somers souffre de maladies cardiaques en 1931, causées par une hypertension artérielle et qui mène à sa mort soudaine d'une crise cardiaque le 28 décembre 1934.